# Complexe sportif Claude-Robillard
Il Complexe sportif Claude-Robillard è un impianto sportivo polivalente situato a Montréal, in Canada. Ha ospitato alcuni incontri dei tornei di pallamano e di pallanuoto dei giochi olimpici del 1976. Deve il suo nome all'ingegnere Claude Robillard, un ex direttore del servizio parchi della città di Montréal, promotore di diverse opere pubbliche di natura sportiva e ricreativa.

## Storia
La costruzione dell'impianto venne decisa dopo l'assegnazione alla città di Montréal dei giochi olimpici previsti per il 1976. Nel 1974 vennero acquistati i terreni e avviati i lavori di costruzione della struttura. Il centro venne inaugurato nel mese di maggio del 1976, qualche mese prima dell'inizio della manifestazione olimpica, nel corso della quale il Claude-Robillard ospitò i tornei di pallamano e pallanuoto, oltre a fungere da struttura d'allenamento per svariate discipline.
Al termine dell'evento il complesso venne aperto sia per l'attività sportiva agonistica che per quella di base, vista la possibilità di concentrare diverse discipline in un unico luogo.
Il campo di calcio annesso alla struttura venne scelto come casa da alcuni club cittadini: il Montréal Supra della Canadian Soccer League e il Montréal Impact dalla sua fondazione all'apertura dello Stade Saputo.

## Caratteristiche
Il centro si compone di due edifici separati e una vasta area all'aperto. Un primo edificio è l'"Aréna Michel-Normandin", un palazzetto dedicato principalmente agli sport sul ghiaccio come hockey e pattinaggio; il secondo edificio invece è la struttura principale polivalente: vi si trovano una pista d'atletica di 200 metri, quattro campi da tennis, due palestre, delle sale per gli sport di lotta, una sala per il tiro con l'arco e una piscina olimpica, completa di piattaforme e trampolini per i tuffi.
All'esterno si trovano uno stadio, un secondo campo da calcio in superficie sintetica, due campi da baseball e dodici campi da tennis. Lo stadio è dotato di un campo da calcio in erba naturale, una pista d'atletica di 400 metri e 9.500 posti a sedere, distribuiti su due tribune sui lati lunghi del campo.

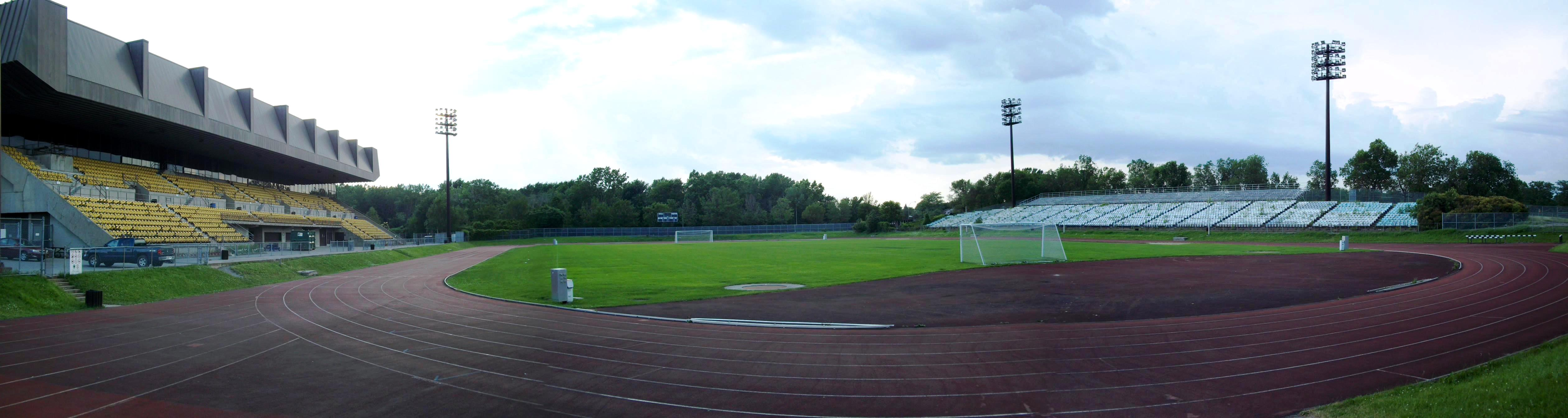
Panoramica dello stadio del Complexe